# Carl Johnson
Carl Johnson, veelal CJ genoemd, is het hoofdpersonage in de game Grand Theft Auto: San Andreas. Het karakter is ingesproken door Young Maylay.
CJ maakt deel uit van de Grove Street Families, waar hij samen met zijn broer Sean Johnson (Sweet) leider van is. Sweet suggereert dat CJ geboren is in het Johnson House, een klein huisje aan een impasse-straat in de wijk Ganton in Los Santos waar zijn moeder met zijn broers en zus woonden.

## Geschiedenis
Na de dood van zijn jongere broer Brian in 1987 ontvlucht CJ het bendeleven en vertrekt naar Liberty City. Hij werkt een tijdje voor Joey Leone die een autogarage heeft en waar hij auto's voor steelt.

## Terug in Los Santos
Als zijn moeder in 1992 vermoord wordt keert CJ terug naar Los Santos. Vrijwel meteen na aankomst wordt hij geconfronteerd met enkele agenten van de C.R.A.S.H. (Community Resources Against Street Hoodlums), die zijn taxi staande houden. De corrupte politieagenten Frank Tenpenny en Eddie Pulaski, twee oude bekenden van CJ, en Jimmy Hernandez (niet corrupt maar gedwongen corrupte praktijken te verrichten door Frank en Eddie) nemen hem mee in hun politiewagen. Ze beschuldigen hem van de moord op agent Ralph Pendelbury, die ze tien minuten voordat Carl aankomt zelf hebben vermoord om te voorkomen dat hij hun corruptie zou openbaren omdat hij het te ver vond gaan.
Als de agenten CJ uit de wagen hebben gezet in het territorium van de Rollin' Heights Ballas en hij thuis is aangekomen ontmoet hij zijn oude vriend Big Smoke, die hem meeneemt naar het kerkhof waar zijn broer Sweet (Sean Johnson), vriend Ryder (Lance Wilson) en zijn zus Kendl zijn. Op het punt dat ze weg willen gaan komt er een wagen met een aantal Ballas bendeleden, waarna CJ, Smoke, Ryder en Sweet per fiets terug vluchten naar Ganton (Grove Street Families' Territorium). CJ besluit in Los Santos te blijven en zijn bende, die ten onder gaat aan drugs, er weer boven op te helpen.

## Verhaal
Sweet en Ryder moeten aanvankelijk niets hebben van CJ vanwege zijn vertrek terwijl de gang en familie Johnson in moeilijke tijden verkeerde, maar Big Smoke en CJ's zus Kendl zijn blij met zijn terugkeer. CJ besluit te blijven in Los Santos om te helpen de gang weer op de rails te krijgen en verdient daarmee weer wat respect van Sweet en Ryder. Tevens helpt hij de zojuist vrijgekomen O.G. Loc met het opbouwen van zijn carrière als rapper. Omdat O.G. Loc absoluut geen talent heeft, moet CJ de manager van de rapper Madd Dogg vermoorden en Madd Doggs rijmboek stelen (Madd Doggs Rhymes)en een wagen met geluidsinstallatie stelen op een strandfeest (Life's A Beach), zodat O.G. Loc kan profiteren van Madd Doggs vaardigheden.
Na een aantal overwinningen op de Ballas Gang komt CJ er via Cesar Vialpando, Kendls vriendje, achter dat Big Smoke en Ryder onder een hoedje spelen met de Ballas Gang. Hierdoor is hij echter te laat om Sweet te helpen tijdens een gangwar, waardoor hij neergeschoten wordt en in het gevangenisziekenhuis belandt. CJ wordt ontvoerd door Tenpenny en Pulaski en naar Angel Pine gebracht, waar hij een opdracht voor ze moet volbrengen. Van Cesar verneemt hij dat Los Santos weer is overgenomen door de Ballas Gang en dat het dus onverstandig is om momenteel terug te keren. Om wat geld te verdienen raadt Cesar aan om samen te werken met zijn nicht Catalina.
Later ontmoet CJ The Truth, een hippie in Leafy Hollow (Flint County), en Wu Zi Mu, lid van de Triads in San Fierro.
CJ wint van Catalina's nieuwe vriend Claude (de hoofdpersoon uit Grand Theft Auto III), maar wordt opgelicht met de beloning. In plaats van Claudes auto krijgt hij de Doherty Garage, dat een vervallen gebouw blijkt te zijn. Met behulp van Kendl, Cesar, The Truth, Jethro, Dwaine en Zero weten ze er echter iets van te maken. Vanuit hier komen ze achter het Loco Syndicate, een samenwerking tussen Big Smoke, Ryder en T-Bone Mendez, Jizzy B en Mike Toreno om drugs te verhandelen. In missie 'Pier 69' vermoordt CJ T-Bone. Ryder ontsnapt en springt het water in en gaat in een boot. CJ achtervolgt hem in een boot. Er komt een drive-by en CJ vermoordt Ryder. Nadat CJ achtereenvolgens Jizzy, T-Bone Mendez en Ryder heeft vermoord, blaast hij de drugsfabriek op. Ondertussen helpt hij Wu Zi Mu met zijn strijd tegen de Da Nang Boys.
Na zijn overwinning op het Loco Syndicate wordt CJ via de telefoon gecontacteerd door een mysterieus persoon, die zijn naam weigert te zeggen en zijn stem vervormd. Nadat CJ zijn kunnen laat zien in een race met een Monster stelt de geheimzinnige opdrachtgever zich voor als niemand minder dan Mike Toreno. Toreno blijkt geen drugsdealer van het loco Syndicate te zijn, maar een undercoveragent van de overheid. Toreno vertelt dat hij Sweet uit de gevangenis kan krijgen, maar in ruil daarvoor moet CJ een aantal moeilijke klussen opknappen. Halverwege laat hij CJ de Verdant Meadows Aircraft Graveyard kopen en draagt hij CJ op te leren vliegen, waarna CJ een aantal opdrachten krijgt waarin hij moet kunnen vliegen.
Na zijn vliegtrainig krijgt CJ een telefoontje van Wu Zi Mu, die in The Four Dragons Casino in Las Venturas zit, omdat hij deze gekocht heeft. CJ helpt Wu Zi Mu met een aantal problemen in het casino en denkt zelfs een roof op het casino Caligula's Palace uit. Tevens ontmoet hij twee vrienden van The Truth, Kent Paul en Maccer, die op hun beurt weer Ken Rosenberg in Caligula's Palace kennen. Ken blijkt tot over zijn oren in de problemen van de drie rivaliserende maffiafamilies Leone, Sindacco en Forelli te zitten. De drie families hebben allemaal een aandeel in het casino, maar willen uiteraard alle drie meer dan ze krijgen. Ken zit er, als neutrale partij, tussenin en moet alle problemen oplossen om zijn hachje te redden. CJ besluit Ken hiermee te helpen om zo gelijk meer informatie voor zijn bankroof te krijgen. Uiteindelijk zet hij Kens, Kents en Maccers dood in scène om ze zo te bevrijden van de toorn van de maffia en berooft hij het casino, waarmee hij zelf de woede van de don Salvatore Leone op zijn hals haalt.
Ondertussen krijgt CJ een tweetal missies van Tenpenny en Pulaski, waar het draait om het ophalen dossier waarin alle misdaden van de twee agenten staan. Nadat CJ het dossier heeft overhandigt, slaat Tenpenny Hernandez neer met een schep omdat hij diegene is die Tenpenny en Pulaski heeft aangegeven. Tenpenny draagt CJ op Hernandez' en zijn eigen graf te graven en vertrekt. Tijdens het graven probeert CJ Pulaski te bepraten, maar Pulaski weigert te luisteren. Ondertussen komt Hernandez, die nog niet dood blijkt te zijn, overeind. Hij probeert Pulaski te overmeesteren, maar faalt, krijgt een kogel tussen zijn ribben en valt in het graf. Pulaski vlucht met zijn auto, maar CJ haalt hem in en vermoordt hem, na een achtervolging door Bone County.
Toevallig hoort CJ van Madd Dogg, die aan de drank is geraakt en op dat moment van plan is zelfmoord te plegen omdat hij zijn huis, geld en carrière heeft verloren. CJ redt hem met een auto gevuld met dozen, stuurt hem naar een afkickkliniek en helpt hem later zijn huis te heroveren van Big Poppa (Los Santos Vagos). Daarna zorgt CJ ervoor dat Madd Dogg zijn rijmboek terugkrijgt van O.G. Loc. (Cut Throat Business)
Mike Toreno stuurt CJ nogmaals op een missie (Vertical Bird), ditmaal het infiltreren van een vliegdekschip en het vernietigen van een aantal schepen met een Hydra. Hierna zorgt Toreno ervoor dat Sweet uit de gevangenis komt, en haalt CJ hem op.
In Los Santos breken overal rellen uit als blijkt dat Tenpenny, die gearresteerd is, wordt vrijgesproken. Sweet en CJ beginnen samen aan het heroveren van Los Santos. Uiteindelijk breekt CJ alleen in bij Big Smoke's Crack Palace, waar Big Smoke drugs produceert. Hij dringt door tot aan Big Smokes appartement en vermoord Big Smoke. Big Smoke vertelt CJ nog dat hij gewoon geen weerstand kon bieden aan het grote geld dat hij kon verdienen. Als Big Smoke dood is, komt Tenpenny tevoorschijn, die CJ onder schot houdt en hem dwingt een koffer met geld te vullen. CJ schuift hem de volle koffer toe, waarna Tenpenny hem neer wil schieten. CJ slaagt er met een list in te ontkomen aan het schot. Tenpenny vernielt een generator waardoor CJ uit Big Smoke's Crack palace moet ontsnappen, waarna Tenpenny vlucht met een brandweerwagen en CJ en Sweet in de achtervolging gaan. Uiteindelijk verliest Tenpenny de macht over het stuur en rijdt van de brug boven Grove Street af. Tenpenny kruipt uit het wrak van de brandweerwagen, maar overlijdt aan zijn verwondingen. Met Tenpenny's dood stoppen de rellen in de stad en keert de rust terug in de getto's, die nu in handen van de Grove Street Families zijn.

## Trivia
- Op de graffiti in het spel Grand Theft Auto IV staat vermeld dat Carl Johnson, samen met andere hoofdpersonen uit andere GTA-spellen, overleden is.